# Dolocosa joshuai
Espèce
Dolocosa joshuai est une espèce d'araignées aranéomorphes de la famille des Lycosidae.

## Distribution
Cette espèce est endémique de l'île de Sainte-Hélène.

## Description
La femelle holotype mesure 9,75 mm.

## Systématique et taxinomie
Cette espèce a été décrite par Sherwood, Henrard, Logunov et Fowler en 2023.

## Étymologie
Cette espèce est nommée en l'honneur de Daryl Joshua.

## Publication originale
- Sherwood, Henrard, Logunov & Fowler, 2023 : « Saint Helenian wolf spiders, with description of two new genera and three new species (Araneae: Lycosidae). » Arachnology, vol. 19, no 5, p. 816-851.